# 安吉游戏
安吉游戏是中国浙江省安吉县产生的学前教育模式。

## 内容
这种模式的重点是由参与的儿童自主决定，选择玩什么、在哪里玩、和谁一起玩。教师仅作为观察员，做两件事：一是在旁边细心观察，二是在现场录像和拍摄照片。游戏结束后，老师会为孩子们放映她刚刚拍摄的照片和录像。

## 历史
1982年，程学琴从浙江幼儿师范学校毕业，从事幼儿教育。程学琴带领幼儿教育团队，从2000年开始发展“安吉游戏”这一教育模式。
《安吉游戏国际推广计划》2014年11月1日正式实施，根据此计划，12位学前教育与游戏专家组成委员会，负责推介安吉游戏。2015年6月11日至13日，中国学前教育研究会在浙江省安吉县举办“安吉游戏”国际论坛，讨论安吉游戏的特点和启示。

## 荣誉和评价
2014年，《基于“安吉游戏”模式探索与实践》被评为“基础教育国家级教学成果奖一等奖”。
2019年，中华人民共和国教育部部长陈宝生向全国人大常委会作《国务院关于学前教育事业改革和发展情况的报告》，报告认为：“‘安吉游戏’的实践探索得到国际学前教育界高度肯定，成为中国学前教育一张靓丽的国际‘名片’。”